# Зенін Кирило Андрійович
Кірілл Андрійович Зенін (псевдо Зеніт; 2002—2024) — український військовослужбовець, учасник російсько-української війни.

## Життєпис
Народився 21 березня 2002 року в місті Марганець Дніпропетровської області.
Навчався у СПМШ № 11. Займався ММА (хортингом), посідав багато призових місць.
Здобувши загальну середню освіту, 2018 року вступив до Марганецького коледжу Національного технічного університету «Дніпровська політехніка». У 2019 році отримав нагороду за «Вчинок року». Закінчив коледж у 2022 році. Відтак вступив до ХНУМГ імені Бекітова (спеціальність — машинобудування).
Упродовж 2023 року переніс три складних операції на руці, двічі йому встановили титанові пластини. Але мріяв захищати свою Батьківщину. І коли загоїлися шви, подав заяву до 3 ОШБ. Був щасливий, що зарахований до Збройних Сил України, казав: «Бути воїном, жити вічно!»
Похований 15 лютого 2024 року в місті Марганець.

## Нагороди
Указом Президента України нагороджений орденом «За мужність» ІІІ ступеня (17 липня 2024, посмертно).